# Kahina Bahloul
Kahina Bahloul (París, 5 de marzo de 1979)  es una jurista e islamóloga franco-argelina de tradición sufí. Es la primera mujer en declararse imán en Francia. Es cofundadora del proyecto La Mezquita de Fátima, un proyecto mixto que promueve el islam liberal.

## Biografía
Kahina Bahloul nació en París. Su padre era un argelino de la Cabilia descendiente de una familia de morabitos, empresario poco versado en religión y su madre una francesa atea descendiente de una judía polaca y de un católico.
Kahina creció en Argelia, cerca de Béjaïa hasta el final de su formación jurídica.

### Trayectoria religiosa
Regresó a Francia en 2003 y durante unos años, -explica- tomó distancias con la religión. Trabajó como ejecutiva de seguros durante doce años. La muerte de su padre la llevó a profundizar en su vínculo con el misticismo musulmán, el sufismo, en el que asegura haber encontrado las respuestas a las preguntas que la atormentaban desde la infancia. Posteriormente se involucró en varias asociaciones de culto sufí.
Tras los atentados de 2015 en Francia decidió actuar. Después de una maestría en Islamología en la Escuela Práctica de Estudios Superiores, Kahina Bahloul realizó un doctorado sobre el pensamiento de Ibn Arabi, teólogo y poeta sufí del siglo XII y lanza la cadena y la asociación " Háblame del islam ". También es profesora de temas islámicos relacionados con el diálogo interreligioso, el sufismo y la mujer, junto a la rabina Pauline Bebe y el padre Antoine Guggenheim, ex director del centro de investigación del Collège des Bernardins. Kahina Bahloul dirige talleres en la asociación sufí Alawiyya en Drancy.
En 2016 participó en la fundación de la asociación La Maison de la paix en París, con la imán noruega Annika Skattum en la que la iraquí Fawzia Al-Rawi impartía enseñanzas de inspiración sufí pero la asociación cerró un año después por falta de financiación.  
Según Bahloul, la práctica meditativa del sufismo suprime las consideraciones de género. Se inspira en la imán danesa Sherin Khankan o en la feminista estadounidense Amina Wadud y aprende sobre el ministerio religioso femenino. Kahina Bahloul afirma que «está demostrado desde el siglo XII y los escritos de Ibn Arabi que nada prohíbe a una mujer dirigir la plegaria»
El 19 de mayo de 2019 publica en Les Cahiers de l'islam su análisis de los textos sagrados, en el que concluye : «Las opiniones que quieren establecer la prohibición absoluta del magisterio femenino en el culto musulmán no tienen fundamentos teológicos sólidos. Ningún elemento que emane del Corán o de la sunna puede ser seriamente utilizado para invalidar o establecer como ilícito el imanato de las mujeres»
Kahina Bahloul se declara a sí misma «imán» desde la primavera de 2019. Según ella: " para convertirse en un imán, una congregación religiosa debe adherirse a su discurso ". Según el periodista Baudouin Eschapasse, esto la convierte en la primera mujer imán en Francia. La decisión es criticada por algunos musulmanes. Por otro lado, ningún representante oficial del Islam en Francia ha adoptado todavía una posición oficial a favor de Kahina Bahloul. Por razones de seguridad, esta congregación no tiene una ubicación fija. Su primera acción en mayo de 2019 fue dirigir una oración fúnebre en un cementerio de la región de París.
Por sus posiciones suele recibir insultos sexistas y antisemitas (su abuela es judía, ella misma es considerada judía según el Talmud) y sus iniciativas le han valído sufrir violentos ataques habiendo recibido incluso amenazas de muerte.
Sus detractores alegan su falta de legitimidad y los críticos también señalan su inexperiencia. Ella responde: " Si creen que cambiará de opinión, están equivocados. Puede estar vinculado a mi nombre de pila, que hace referencia a una inflexible reina bereber, pero no cedo a las presiones.» 

### Proyecto de mezquita que aboga por el Islam liberal
Kahina Bahloul tiene como objetivo abrir una mezquita en línea con la corriente reformista liberal. Su nombre, «La mezquita de Fátima»  referida a Fátima az Zahra, hija del profeta Mahoma. 
Es la segunda mezquita mixta e inclusiva con una visión progresista y espiritual del islam junto a la mezquita Sîmorgh que lideran Eva Janadin y Anne-Sophie Monsinay.
El proyecto está apoyado por el Mu'tazili teólogo y filósofo Faker Korchane presidente de la a Asociación para el Renacimiento del Islam Mutazilí (ARIM), un movimiento racionalista. Esta mezquita se ajustará a la orientación del Islam liberal:
- Hombres y mujeres podrán rezar juntos; sin embargo, se distribuirán a ambos lados de una sala común;
- Los sermones serán en francés;
- Las mujeres serán libres de usar el velo o no;
- El imamato, la conducción de la oración, será proporcionada alternativamente por un imán, Faker Korchane, y una imán, Kahina Bahloul;
- La mezquita también estará abierta a los no musulmanes[2]

El 21 de febrero de 2020 se celebró el primer sermón de Kahina Bahloul en una pequeña habitación alquilada en París. En la celebración participan veintidós personas (diez mujeres y doce hombres).

## Publicación
- Mon islam, ma liberté. Paris: Albin Michel. 2021. p. 208. ISBN 978-2-226-45685-4.